# Elezioni europee del 2019 in Romania
Le elezioni europee del 2019 in Romania si sono tenute domenica 26 maggio per eleggere i 32 membri del Parlamento europeo spettanti alla Romania. Tale numero di seggi è stato aumentato a 33 nel febbraio 2020, in seguito all'uscita del Regno Unito dall'Unione europea.
Nello stesso giorno sono stati celebrati anche due referendum consultivi in tema di giustizia.

## Sistema elettorale
Gli europarlamentari rumeni sono eletti tramite suffragio universale diretto da parte di tutti i cittadini dell'Unione europea iscritti alle liste elettorali del paese con età superiore ai 18 anni. Lo scrutinio è effettuato su una singola circoscrizione elettorale su base proporzionale. La Romania utilizza un sistema a liste bloccate. I seggi al parlamento europeo sono assegnati tramite metodo D'Hondt ai partiti che ottengono almeno il 5% dei voti validi.

## Quadro politico
Le elezioni europee del 2014 videro il successo dei partiti facenti parte dell'alleanza costruita intorno al Partito Social Democratico, che ottenne 16 dei 32 seggi assegnati alla Romania e partecipò al gruppo parlamentare europeo dell'Alleanza Progressista dei Socialisti e dei Democratici. Gli altri due concorrenti principali, il Partito Nazionale Liberale (ad inizio legislatura legato al Gruppo dell'Alleanza dei Democratici e dei Liberali per l'Europa e poi al Gruppo del Partito Popolare Europeo) e il Partito Democratico Liberale (membro del Gruppo del Partito Popolare Europeo) ottennero, rispettivamente, 6 e 5 seggi.
Subito dopo le elezioni europee del 2014 il presidente del Partito Nazionale Liberale Crin Antonescu annunciò che il suo partito avrebbe abbandonato l'affiliazione all'Alleanza dei Democratici e Liberali per l'Europa e che si sarebbe unito al Partito Popolare Europeo avviando, altresì, le procedure per la fusione con il Partito Democratico Liberale di Vasile Blaga per la creazione di un grande fronte di centro-destra. Nel novembre 2014 il candidato del PNL Klaus Iohannis sconfisse quello del PSD Victor Ponta alle elezioni presidenziali, mentre il governo guidato dallo stesso Ponta cadde l'anno successivo dopo le manifestazioni esplose in seguito all'incendio del Colectiv di Bucarest.
Dopo un anno di governo tecnico presieduto da Dacian Cioloș, sotto la guida di Liviu Dragnea i socialdemocratici tornarono al potere in conseguenza del successo alle elezioni parlamentari del 2016. Dal 2017 al 2019 si susseguirono tre governi guidati da premier in area PSD, sostenuti anche dai partner minori dell'Alleanza dei Liberali e dei Democratici di Călin Popescu Tăriceanu e dai regionalisti dell'Unione Democratica Magiara di Romania, che aveva siglato un accordo di appoggio parlamentare esterno.
A causa delle manovre sulla giustizia portate avanti dalla maggioranza, la fase di governo del PSD fu caratterizzata da ampie proteste dell'opinione pubblica e dell'opposizione, rappresentata principalmente dal PNL e dal neonato gruppo Unione Salvate la Romania (USR), divenuto nel 2016 terza forza del paese e portavoce della lotta alla corruzione politica. Il 1º gennaio 2019 la Romania assunse la presidenza di turno del Consiglio dell'Unione Europea.
Nel corso del 2017 Victor Ponta, espulso dal partito dopo aver apertamente contestato Dragnea, fondò PRO Romania, che si proponeva di diventare un'alternativa socialdemocratica al PSD, mentre nel gennaio 2019 Dacian Cioloș assunse la guida del Partito della Libertà, dell'Unità e della Solidarietà (PLUS), di ispirazione liberale ed europeista. Nel febbraio 2019 PLUS e USR annunciarono che avrebbero concorso alle elezioni europee all'interno di una coalizione chiamata Alleanza 2020 USR PLUS.
A pochi giorni da voto i sondaggi indicavano un testa a testa tra i due maggiori partiti di centro-sinistra, il PSD, e centro-destra, il PNL, seguiti dalla coalizione composta da USR e PLUS.

## Delegazioni presenti al Parlamento Europeo al momento del voto
Fino alle elezioni del 26 maggio erano presenti al Parlamento Europeo le seguenti delegazioni rumene:
| Gruppo politico al Parlamento europeo                                                                               | Gruppo politico al Parlamento europeo                            | Seggi   | Delegazioni                             | Seggi  | Note   |
| --- | ---------------------------------------------------------------- | ------- | --------------------------------------- | ------ | ------ |
| | Alleanza Progressista dei Socialisti e dei Democratici           | 13 / 32 | Partito Social Democratico              | 10     | [ 17 ] |
| PRO Romania | Alleanza Progressista dei Socialisti e dei Democratici           | 13 / 32 | 1                                       | [ 18 ] |        |
| Unione Nazionale per il Progresso della Romania                                                                     | Alleanza Progressista dei Socialisti e dei Democratici           | 13 / 32 | 1                                       | [ 19 ] |        |
| Indipendenti | Alleanza Progressista dei Socialisti e dei Democratici           | 13 / 32 | 1                                       | [ 20 ] |        |
| | Gruppo del Partito Popolare Europeo                              | 13 / 32 | Partito Nazionale Liberale              | 8      | [ 21 ] |
| Unione Democratica Magiara di Romania                                                                               | Gruppo del Partito Popolare Europeo                              | 13 / 32 | 2                                       | [ 22 ] |        |
| Partito della Libertà, dell'Unità e della Solidarietà                                                               | Gruppo del Partito Popolare Europeo                              | 13 / 32 | 1                                       | [ 23 ] |        |
| Indipendenti | Gruppo del Partito Popolare Europeo                              | 13 / 32 | 2                                       | [ 24 ] |        |
| | Gruppo dei Conservatori e dei Riformisti Europei                 | 2 / 32  | PRO Romania                             | 1      | [ 25 ] |
| Indipendenti | Gruppo dei Conservatori e dei Riformisti Europei                 | 2 / 32  | 1                                       | [ 26 ] |        |
| | Gruppo dell'Alleanza dei Democratici e dei Liberali per l'Europa | 3 / 32  | Alleanza dei Liberali e dei Democratici | 2      | [ 27 ] |
| Indipendenti | Gruppo dell'Alleanza dei Democratici e dei Liberali per l'Europa | 3 / 32  | 1                                       | [ 28 ] |        |
| | Non iscritti                                                     | 1 / 32  | Prodemo                                 | 1      | [ 29 ] |
| Fonti: Deputati al Parlamento europeo, su europarl.europa.eu, Parlamento europeo. URL consultato il 15 giugno 2019. |                                                                  |         |                                         |        |        |

## Campagna elettorale
La campagna elettorale è iniziata il 27 aprile e si è chiusa il 25 maggio.

### Partito Social Democratico
Il presidente del partito Liviu Dragnea puntò su una retorica dagli accenti nazionalisti ed euroscettici. La sua opinione riguardo ai futuri europarlamentari PSD era che questi avrebbero dovuto essere «patrioti in ogni cellula del corpo» e che avrebbero dovuto avere il «coraggio di parlare in difesa dell'interesse nazionale del paese».
Il 28 marzo siglò un protocollo di alleanza con il Partito Nazionale Contadino Cristiano Democratico (PNȚCD) e il Partito Ecologista Romeno (PER), che si impegnavano a sostenere il PSD. La campagna elettorale del partito, tuttavia, fu segnata dalla mancanza del sostegno dei partner europei del partito. Il Partito del Socialismo Europeo, inoltre, in aprile decise di congelare temporaneamente i rapporti con il PSD, fino a quando questo non avrebbe chiarito le proprie politiche sulla giustizia.
Già comunicati a fine marzo, i candidati del PSD furono ufficialmente presentati nel corso di un evento organizzato il 12 aprile a Craiova, cui presero parte tra i 20.000 e i 40.000 sostenitori del partito. Nel corso del suo discorso Dragnea lanciò una serie di attacchi all'indirizzo del presidente della repubblica Iohannis, delle multinazionali straniere presenti nel paese, ritenute colpevoli di sfruttare la Romania, e ai quadri gerarchici dell'Unione europea, considerati poco attenti alla specificità rumena. Il presidente della sezione del PNL del distretto di Dolj, Ștefan Stoica, sosteneva che i dipendenti degli enti pubblici controllati dal PSD sarebbero stati obbligati a presenziare alla manifestazione.
Fra le altre azioni, durante la campagna il partito strinse un accordo commerciale con Poșta Română per la distribuzione di volantini elettorali presso i domicili di tutti i pensionati del paese.
Il 9 maggio, parallelamente allo svolgimento del vertice dei capi di Stato dell'UE a Sibiu, il PSD organizzò un comizio a Iași nel corso del quale Dragnea rimproverò Iohannis di mancare di patriottismo e di essere la causa dei problemi del paese, mentre l'11 maggio a Galați lo accusò di essere il servo dei leader europei e di lavorare contro gli interessi della Romania.
Un ulteriore comizio cui partecipò il leader del PSD fu quello di Târgoviște, il 19 maggio, nel corso del quale reiterò gli attacchi ai suoi avversari politici e l'ipotesi di introdurre misure protezioniste in favore del consumo di frutta e verdura di origine romena, considerate di qualità superiore in contrapposizione a quelle di importazione, altro grande tema elettorale del partito già utilizzato nel corso della campagna.

### Partito Nazionale Liberale
Il 4 marzo 2019 il presidente del PNL Ludovic Orban annunciò che lo slogan per la campagna elettorale sarebbe stato «La Romania al primo posto» (România în primul rând). Malgrado alcune tensioni interne relative alla formazione delle liste, presentandosi come il principale oppositore al PSD, criticato aspramente per le sue leggi in tema di giustizia, il partito puntava apertamente a vincere le elezioni e legava tali argomenti alla campagna per il "Sì" al referendum sulla giustizia del 26 maggio. Anche il PNL ricorse ad un certo richiamo nazionalista e filo-ortodosso, sostenendo che il partito rappresentava i veri romeni. Il discorso del PNL oscillò tra soggetti riguardanti l'agenda politica europea e critiche alla coalizione di governo.
La lista dei candidati fu convalidata dal voto dell'ufficio nazionale del PNL del 14 marzo 2019 e fu ufficializzata nel corso del summit del Partito Popolare Europeo organizzato dal PNL a Bucarest il 16 marzo, cui presero anche il leader del PPE Manfred Weber e il presidente della repubblica Klaus Iohannis, intenzionato a sostenere apertamente e attivamente la campagna elettorale del partito.
Il 20 aprile fu organizzato il primo convegno pubblico ad Alexandria, zona di provenienza del presidente del PSD Dragnea. L'11 maggio il presidente Klaus Iohannis prese parola nel corso del comizio organizzato dal partito a Iași, criticando le azioni del PSD e invitando l'elettorato a prendere posizione in favore del PNL e del referendum.
Il 13 maggio fu presentato il programma per le europee. Secondo Ludovic Orban tra gli obiettivi del partito vi erano l'eliminazione del Meccanismo di cooperazione e verifica (MCV) imposto dall'Unione europea alla Romania, l'ingresso del paese nell'area Schengen e l'adesione alla zona euro. Nello stesso tempo il partito proponeva l'instaurazione di un sistema di monitoraggio sullo stato di diritto e sulla difesa dei diritti fondamentali in tutti i paesi d'Europa. Prometteva, inoltre, di attrarre fondi europei per la realizzazione di tre poli ospedalieri regionali, la ristrutturazione di 500.000 abitazioni e il finanziamento di 20.000 borse Erasmus annuali per gli studenti romeni. In politica estera il PNL sosteneva il Partenariato orientale e l'integrazione della Moldavia nell'Unione europea.
Il 18 maggio in Piața Victoriei a Bucarest, davanti a 40.000 persone, il partito presentò al pubblico i propri candidati. In tale occasione Iohannis rinnovò l'appello al voto per il PNL e per il "Sì" al referendum del 26 maggio.

### Alleanza 2020 USR PLUS

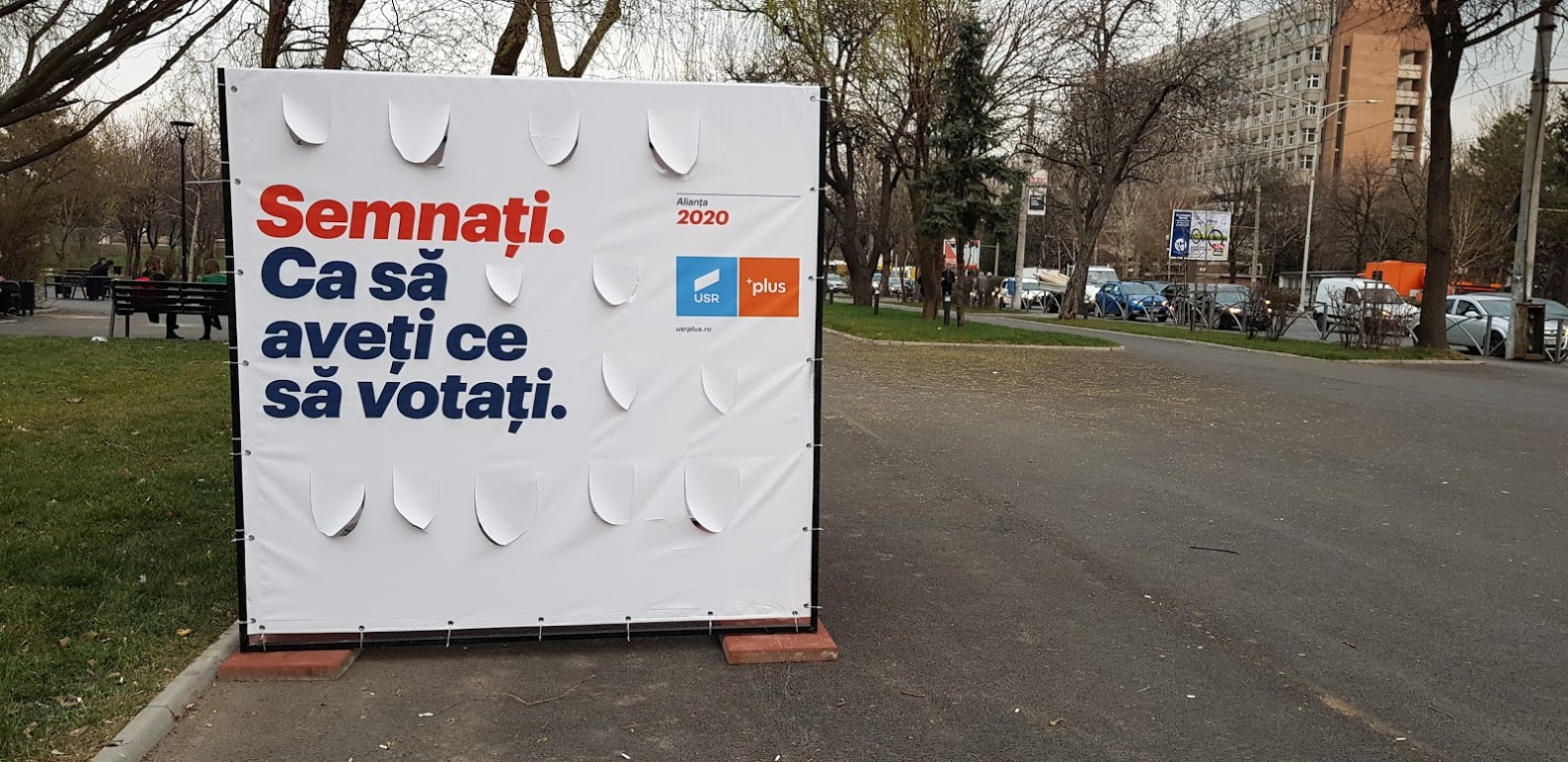
Gazebo elettorale dell'Alleanza 2020 USR PLUS.

L'iscrizione della coalizione alla tornata elettorale fu in un primo momento respinta dall'Ufficio elettorale centrale (BEC), poiché questo ritenne non valida la firma delle liste da parte del presidente dell'USR Dan Barna e di quello del PLUS Dacian Cioloș, visto che questi non risultavano come presidenti ufficiali delle due formazioni presso il registro dei partiti politici del tribunale di Bucarest. L'8 marzo, tuttavia, una sentenza dell'Alta corte di cassazione e giustizia ammise il ricorso del gruppo politico, permettendone l'iscrizione.
Il 4 aprile 2019, nel quadro di una conferenza stampa, l'alleanza presentò il proprio programma elettorale, basato sui temi della difesa della giustizia, della lotta alla corruzione, della protezione dei diritti dei romeni nell'Unione europea, della sanità, dell'istruzione e di misure di lotta alla povertà. Tra le proposte principali del partito vi furono quelle del rafforzamento del Meccanismo di Cooperazione e Verifica (MCV) e dell'adesione della Romania allo spazio Schengen. A livello di politica estera l'alleanza avrebbe supportato l'ingresso della Repubblica di Moldavia nell'Unione europea. L'Alleanza 2020 USR PLUS si presentava deliberatamente come una forza antitetica al PSD, che era considerato un partito corrotto asservito agli interessi personali del suo leader. Lo slogan scelto del gruppo, a tal riguardo, fu «Senza ladri arriviamo lontano» («Fără hoție ajungem departe»).
Il gruppo organizzò tre comizi elettorali principali cui presero parte entrambi i leader dell'alleanza, il 5 maggio a Cluj-Napoca, il 12 maggio a Timișoara e il 24 maggio a Bucarest, nel corso del quale prese parola anche il leader del Partito dell'Alleanza dei Liberali e dei Democratici per l'Europa, Guy Verhofstadt, invitato all'evento.

### Alleanza dei Liberali e dei Democratici

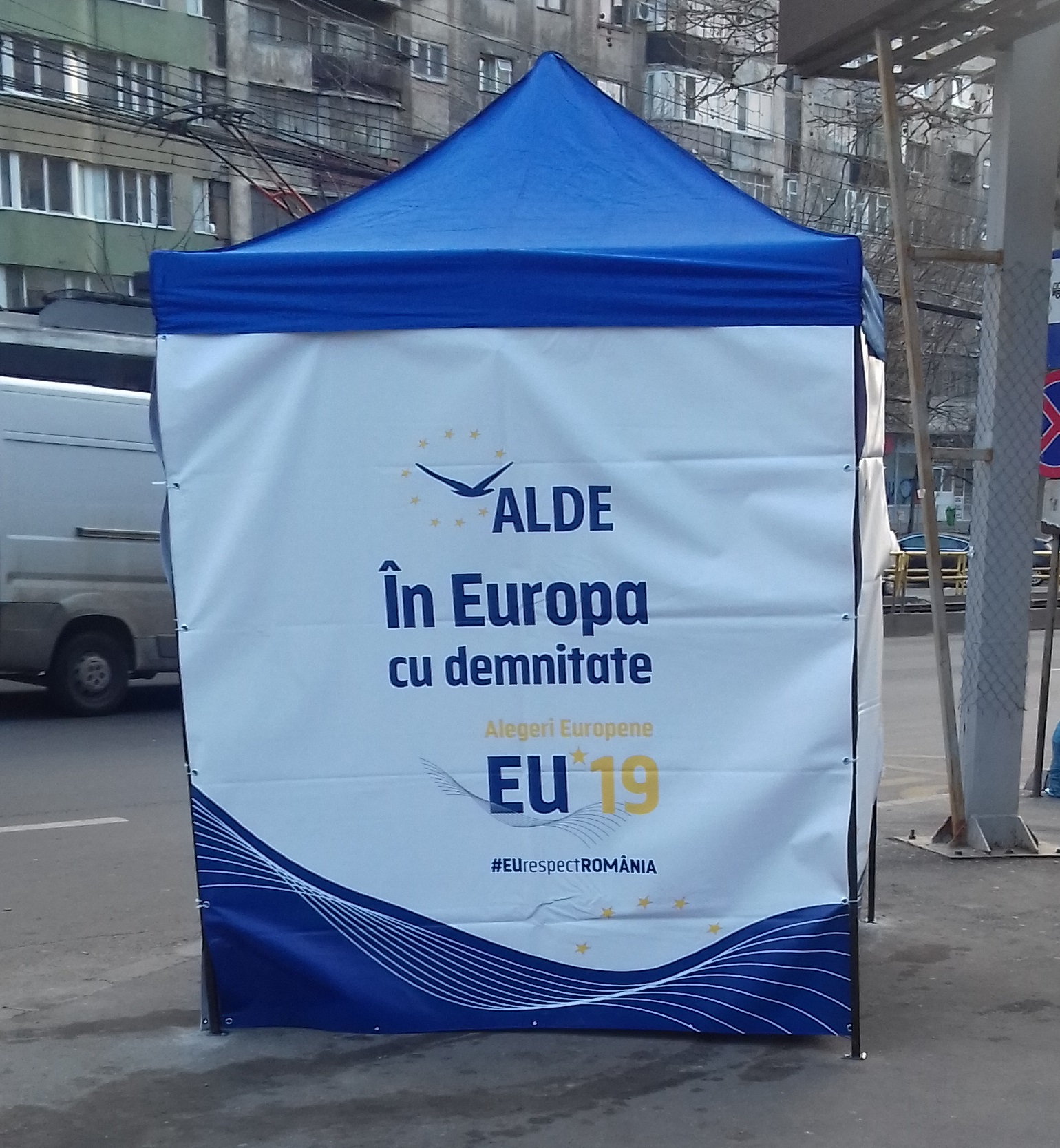
Gazebo elettorale dell'ALDE.

All'inizio del 2019 il leader del Partito dell'Alleanza dei Liberali e dei Democratici per l'Europa, Guy Verhofstadt, esternò le proprie perplessità sul supporto offerto dall'ALDE alle manovre politiche del PSD, tanto da spingerlo a rifiutarsi a sostenere la campagna del partito di Tăriceanu e prenderne in considerazione l'espulsione dal suo gruppo politico europeo.
Il 29 marzo 2019, nel corso di un evento a Târgu Jiu, il presidente dell'ALDE Călin Popescu Tăriceanu dichiarò che «La Romania ha bisogno di uomini con esperienza e coraggio che rappresentino con dignità gli interessi del nostro paese e dei cittadini rumeni, sia in patria, che all'estero». Tali parole anticiparono la presentazione dello slogan elettorale del partito: «In Europa con dignità» (În Europa cu demnitate). I candidati dell'ALDE furono ufficialmente presentati il 13 aprile 2019 in occasione di un evento organizzato a Iași. La campagna elettorale dell'ALDE si basò su temi affini a quelli del PSD e accentuò gli attriti con il partito europeo guidato da Verhofstadt.
L'unico incontro con il pubblico organizzato dal partito ebbe luogo a Brașov il 12 maggio.

### PRO Romania
Il 27 marzo 2019 Victor Ponta dichiarò che il suo partito si proponeva di rappresentare «un'alternativa al discorso xenofobo, sciovinista, antieuropeista, di odio e divisione», con l'evidente riferimento al PSD di Dragnea. Contestualmente fu presentato anche lo slogan elettorale «Orgogliosi di essere rumeni, orgogliosi di essere europei» (Mândri că suntem români, mândri că suntem europeni). Il partito, dichiaratamente europeista, puntava a raccogliere i voti degli elettori delusi del PSD, pianificando numerosi convegni nelle zone tradizionalmente controllate dai socialdemocratici.
Il 14 aprile PRO Romania organizzò presso il Romexpo di Bucarest l'evento di presentazione dei candidati e lanciò il Manifesto per l'Europa, documento programmatico predisposto per le elezioni. In base a quanto riportato sul programma, PRO Romania si proponeva di risolvere le diseguaglianze economico-sociali con un approccio politico progressista e social-liberale.

### Unione Democratica Magiara di Romania
Il partito rappresentante dei diritti dei cittadini di minoranza ungherese, tentando di distanziarsi dal messaggio del PSD, supportato politicamente in parlamento, concentrò il proprio discorso elettorale sull'accesso ai fondi europei per le infrastrutture necessarie allo sviluppo delle aree popolate dai magiari di Romania.
Il 4 aprile, a Cluj-Napoca, l'Unione presentò il proprio programma elettorale intitolato «Transilvania prospera, Europa potente» («Transilvania prosperă, Europa puternică»), che sottolineava il proprio messaggio regionalista. Presente all'evento, Hunor Kelemen accusò gli altri partiti di non inserire nella propria agenda politica temi di respiro europeo, bensì solamente di politica interna, appesantiti dalla presenza di accenti nazionalisti, sciovinisti e antiungheresi. Il partito puntava ad ottenere una serie di misure che avrebbero contribuito alla difesa e all'affermazione delle minoranze etniche in tutta Europa. L'UDMR reclamava, infatti, il diritto all'utilizzo di bandiere e simboli propri e della lingua ungherese nell'insegnamento.
L'8 maggio il primo ministro ungherese Viktor Orbán, in visita in Transilvania, nel corso di una conferenza stampa congiunta con Hunor Kelemen pregò gli elettori di votare per l'UDMR. Parimenti il presidente dell'unione assunse dal leader ungherese parte della retorica antimigranti, dichiarando che la difesa di confini era necessaria per la sicurezza dell'Europa.
Il 23 maggio 2019, a soli tre giorni dalle elezioni, l'UDMR annunciò la rottura del protocollo di sostegno all'alleanza di governo, fino a quando non sarebbe stato risolto lo scandalo riguardante la risistemazione del cimitero ungherese di Valea Uzului, le cui responsabilità, secondo l'unione, ricadevano sull'esecutivo. Secondo alcuni osservatori, tuttavia, il distanziamento dal PSD rappresentava un pretesto scaturito dal calo nei sondaggi dell'UDMR, che rischiava di non oltrepassare la soglia di sbarramento e provava a dissociarsi dall'immagine negativa data al partito dall'alleanza con il governo socialdemocratico, che aveva deluso parte dell'elettorato di etnia magiara.

### Partito del Movimento Popolare

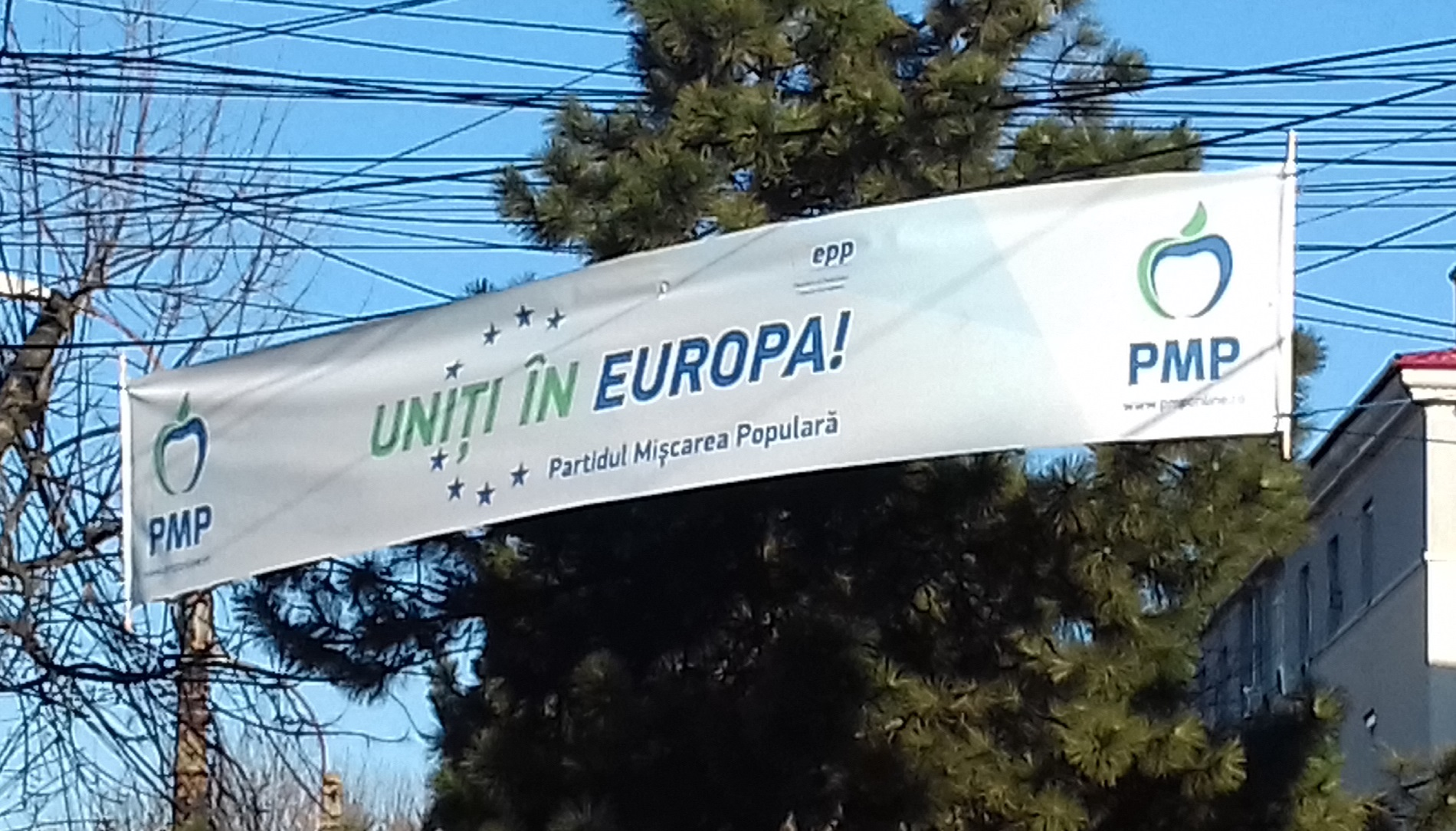
Manifesto elettorale del PMP.

Lo slogan scelto dal PMP fu «Uniti in Europa» (Uniți în Europa). Il programma fu presentato il 14 aprile 2019 a Chișinău. Il presidente onorario del gruppo Traian Băsescu, capolista del partito, dichiarò che l'obiettivo che il PMP si prometteva di perseguire era quello di contribuire all'unità dell'Europa e all'avvio del processo di unificazione tra la Romania e la Moldavia. Il 4 maggio Băsescu annunciò che avrebbe proposto all'Unione europea la creazione di un regolamento sullo status dei migranti che avrebbe consentito espulsioni di massa. Questi arrivò ad affermare che il PMP non sarebbe stato d'accordo «con la trasformazione dell'Unione europea in una grande moschea». Nel corso di un'intervista del 21 maggio Băsescu ribadì la necessità di un regolamento per i migranti, dichiarando che l'eccesso del politicamente corretto aveva portato alla soppressione di manifestazioni della cristianità al solo fine di non offendere le comunità musulmane. In tal senso, secondo il rappresentante del PMP, la laicizzazione delle istituzioni era diventata una debolezza per l'Europa e per le sue origini cristiane.

### Partito Romania Unita
Inizialmente il PRU avrebbe dovuto concorrere in alleanza con il Partito Grande Romania (PRM). L'Ufficio elettorale centrale (BEC), tuttavia, respinse la richiesta di formazione della coalizione, poiché Victori Ionici non figurava ufficialmente come presidente del PRM secondo quanto riportato nel registro dei partiti politici. In mancanza della comunicazione di variazioni, infatti, il presidente risultava essere ancora Corneliu Vadim Tudor, deceduto nel 2015. Il ricorso presentato dalla coalizione fu respinto dall'Alta corte di cassazione e giustizia il 9 marzo, mentre Bogdan Diaconu, leader del PRU, comunicò che il partito avrebbe concorso su liste proprie.
Il programma del partito, «La Romania su tutto» («România mai presus de toate»), auspicava la formazione di un'Unione europea costituita da stati sovrani, il cui tratto principale doveva essere quello della difesa delle identità nazionali contro il progressismo, specialmente contro i matrimoni tra persone dello stesso sesso, e le ondate migratorie. Il PRU accusava le istituzioni europee di essere state colpevoli della creazione di un'Europa a doppia velocità, nella quale la Romania era considerata una piazza di scambio di materiali scadenti e lavoratori a basso costo.

### Unione Nazionale per il Progresso della Romania
L'UNPR, riorganizzatasi dopo la sua sparizione del 2016, riprese una retorica nazionalista e si presentò con lo slogan «Per un'Europa prospera. Cambiamo la Romania in bene. Dio, onore e patria» (Pentru o Europă prosperă. Schimbăm România în bine. Dumnezeu, onoare și patrie). Il suo presidente Gabriel Oprea, presentando le liste elettorali del partito aperte dagli ex sportivi Ilie Năstase e Anghel Iordănescu, dichiarò «L'UNPR desidera mandare al parlamento europeo veri patrioti rumeni che si battano per gli interessi della Romania e non denigrino il paese».

## Sondaggi
| Data                      | Casa sondaggistica                                   | PSD PSE | ALDE  | PRO PDE | USR – | PLUS – | UDMR PPE | PNL PPE | PMP PPE | Altri | Vantaggio |
| ------------------------- | ---------------------------------------------------- | ------- | ----- | ------- | ----- | ------ | -------- | ------- | ------- | ----- | --------- |
| Exit poll                 | CURS-Avangarde                                       | 25.7%   | 4.7%  | 5.7%    | 23.9% | 23.9%  | 5.4%     | 25.7%   | 5.2%    | 3.7%  | -         |
| 2-20 Maggio 2019          | IMAS                                                 | 21.1%   | 9.8%  | 9.9%    | 19.6% | 19.6%  | 3.8%     | 28.5%   | 6.2%    | 1.1%  | 7.4%      |
| 14-19 Maggio 2019         | Novel Research                                       | 27.8%   | 7.9%  | 7.6%    | 14.8% | 14.8%  | 5%       | 28.1%   | 6.7%    | 2.1%  | 0.3%      |
| 12 Aprile - 3 Maggio 2019 | INSCOP                                               | 25.5%   | 9.2%  | 9.1%    | 16.5% | 16.5%  | 4.8%     | 27.6%   | 3.9%    | 3.4%  | 2.1%      |
| Aprile 2019               | PNL                                                  | 25%     | N/A   | N/A     | N/A   | N/A    | N/A      | 27%     | N/A     | 16%   | 2%        |
| Aprile 2019               | D&D Research                                         | 29.3%   | 6.7%  | 4.6%    | 22.3% | 22.3%  | 2.7%     | 29.9%   | 3.7%    | 0.9%  | 0.6%      |
| 5-28 Aprile 2019          | CURS                                                 | 32%     | 10%   | 9%      | 12%   | 12%    | 5%       | 25%     | 5%      | 2%    | 7%        |
| 12-25 Aprile 2019         | IMAS                                                 | 21.7%   | 12.2% | 11.7%   | 16.4% | 16.4%  | 5.6%     | 25.6%   | 5.6%    | 1.1%  | 3.9%      |
| 18 Marzo-3 Aprile 2019    | IMAS                                                 | 21.2%   | 12.7% | 11.2%   | 17.7% | 17.7%  | 5.1%     | 25.2%   | 4.7%    | 1.9%  | 4%        |
| 12-25 marzo 2019          | CURS                                                 | 31%     | 10%   | 8%      | 13%   | 13%    | 5%       | 23%     | 6%      | 4%    | 8%        |
| 15-20 Marzo 2019          | BCS Archiviato il 2 aprile 2019 in Internet Archive. | 26.5%   | 8.1%  | 10.2%   | 10.8% | 10.8%  | 4.4%     | 29.8%   | 6.2%    | 4%    | 3.3%      |
| 15-20 Marzo 2019          | BCS                                                  | 25.8%   | 7.9%  | 6.7%    | 11.7% | 11.7%  | 4.6%     | 31.5%   | 5.9%    | 3.1%  | 5.7%      |
| 5-13 Marzo 2019           | INSCOP                                               | 26.9%   | 9.3%  | 9.1%    | 15.3% | 15.3%  | 5%       | 26.3%   | 4.4%    | 3.7%  | 0.6%      |
| Febbraio-Marzo 2019       | PNL                                                  | 24.6%   | 11.8% | 6.7%    | 16%   | 16%    | N/A      | 27.9%   | N/A     | 13%   | 3.3%      |
| Febbraio 2019             | D&D Research                                         | 29.7%   | 7.8%  | 8.8%    | 19.2% | 19.2%  | 6.5%     | 24%     | 2.7%    | 1.2%  | 5.7%      |
| 13-28 Febbraio 2019       | CURS                                                 | 31%     | 12%   | 10%     | 13%   | 13%    | 5%       | 23%     | 5%      | 1%    | 8%        |
| 1–21 Febbraio 2019        | IMAS                                                 | 22.7%   | 12.5% | 13.4%   | 17.9% | 17.9%  | 4.7%     | 22.6%   | 4.4%    | 1.8%  | 0.1%      |
| 21 Gen–6 Feb 2019         | CURS                                                 | 32%     | 9%    | 9%      | 8%    | 5%     | 5%       | 22%     | 5%      | 5%    | 10%       |
| 21 Gen–5 Feb 2019         | INSCOP                                               | 27.8%   | 9.2%  | 6.6%    | 10.0% | 7.0%   | 5.1%     | 26.7%   | 4.4%    | 3.2%  | 1.1%      |
| 21 Gen–5 Feb 2019         | IMAS                                                 | 24.5%   | 12.8% | 9.1%    | 13.2% | 7.4%   | 5.7%     | 23.3%   | 2.5%    | 1.5%  | 1.2%      |
| 11–30 Gennaio 2019        | IMAS                                                 | 24.6%   | 12.9% | 9.0%    | 13.1% | 7.3%   | 5.6%     | 23.3%   | 2.5%    | 1.6%  | 1.3%      |
| 12–20 Gennaio 2019        | BCS                                                  | 23.0%   | 8.1%  | 10.7%   | 6.5%  | 8.1%   | 4.8%     | 23.7%   | 9.3%    | 5.8%  | 0.7%      |
| Dicembre 2018             | PNL                                                  | 30.2%   | 11.5% | 5.5%    | 10.2% | 5%     | 5.1%     | 27.8%   | 4.2%    | 0.7%  | 2.4%      |
| 24 Nov–9 Dic 2018         | CURS                                                 | 33%     | 9%    | 9%      | 7%    | 5%     | 6%       | 20%     | 5%      | 6%    | 13%       |
| 26 Ott–12 Nov 2018        | CURS                                                 | 38%     | 15%   | 9%      | 8%    | 7%     | N/A      | 15%     | 3%      | 5%    | 23%       |
| 15–22 Settembre 2018      | Avangarde                                            | 33%     | 14%   | 5%      | 5%    | 12%    | N/A      | 25%     | 5%      | 1%    | 8%        |
| 25 Maggio 2014            | Elezioni 2014                                        | 37.6%   | –     | –       | –     | –      | 6.3%     | 29.8%   | 6.2%    | 20.0% | 22.6%     |

## Affluenza
Il corpo elettorale è stato di 18 267 732 elettori. L'affluenza in Romania si è attestata al 49,02%, con una crescita di circa 16 punti rispetto alle elezioni europee del 2014, quando fu del 32,44% e di 9 punti rispetto alle ultime elezioni parlamentari in Romania del 2016, quando fu del 39,49%. Nelle 441 sezioni di voto ubicate all'estero hanno votato 375 219 elettori.
| Area                            | Corpo elettorale | Affluenza | Affluenza | Affluenza | Affluenza | Affluenza    | Affluenza   |
| Area                            | Corpo elettorale | h 12:00   | h 15:00   | h 18:00   | h 21:00   | Var. da 2014 | Tot votanti |
| ------------------------------- | ---------------- | --------- | --------- | --------- | --------- | ------------ | ----------- |
| Romania                         | 18 267 732       | 15,06%    | 27,68%    | 39,01%    | 49,02%    | 16,58%       | 8 954 959   |
| Estero                          |                  |           |           |           |           |              | 375 219     |
| Fonte: Biroul Electoral Central |                  |           |           |           |           |              |             |

## Risultati
| Liste                           | Liste | Sigla    | Partito europeo | Gruppo | Voti      | %     | Seggi            | Differenza | Differenza |
| Liste                           | Liste | Sigla    | Partito europeo | Gruppo | Voti      | %     | Seggi            | %          | Seggi      |
| ------------------------------- | --- | -------- | --------------- | ------ | --------- | ----- | ---------------- | ---------- | ---------- |
|                                 | Partito Nazionale Liberale                                                                                 | PNL      | PPE             | PPE    | 2 449 068 | 27,00 | 10               | 11,99      | 4          |
|                                 | Partito Social Democratico                                                                                 | PSD      | PSE             | S&D    | 2 040 765 | 22,50 | 8                | 15,10      | 4          |
|                                 | Alleanza 2020 USR PLUS - Unione Salvate la Romania - Partito della Libertà, dell'Unità e della Solidarietà | USR PLUS | -               | RE     | 2 028 236 | 22,36 | 8 USR: 4 PLUS: 4 | nuovo      | nuovo      |
|                                 | PRO Romania                                                                                                | PRO      | PDE             | S&D    | 583 916   | 6,44  | 2                | nuovo      | nuovo      |
|                                 | Partito del Movimento Popolare                                                                             | PMP      | PPE             | PPE    | 522 104   | 5,76  | 2                | 0,46       | Stabile    |
|                                 | Unione Democratica Magiara di Romania                                                                      | UDMR     | PPE             | PPE    | 476 777   | 5,26  | 2                | 1,04       | Stabile    |
|                                 | Alleanza dei Liberali e dei Democratici                                                                    | ALDE     | ALDE            | -      | 372 760   | 4,11  | -                | nuovo      | nuovo      |
|                                 | Peter Costea                                                                                               | Ind.     | -               | -      | 131 021   | 1,44  | -                | 0,70       | Stabile    |
|                                 | George Simion                                                                                              | Ind.     | -               | -      | 117 141   | 1,29  | -                | nuovo      | nuovo      |
|                                 | Gregoriana Tudoran                                                                                         | Ind.     | -               | -      | 100 669   | 1,11  | -                | nuovo      | nuovo      |
|                                 | Unione Nazionale per il Progresso della Romania                                                            | UNPR     | -               | -      | 54 942    | 0,61  | -                | [ 112 ]    | 2          |
|                                 | Prodemo | P.PRO    | -               | -      | 53 351    | 0,59  | -                | nuovo      | nuovo      |
|                                 | Partito Romania Unita                                                                                      | PRU      | -               | -      | 51 787    | 0,57  | -                | nuovo      | nuovo      |
|                                 | Partito Socialista Romeno                                                                                  | PSR      | -               | -      | 40 435    | 0,45  | -                | 0,28       | [ 113 ]    |
|                                 | Partito Social Democratico Indipendente                                                                    | PSDI     | -               | -      | 26 439    | 0,29  | -                | nuovo      | nuovo      |
|                                 | Blocco dell'Unità Nazionale                                                                                | BUN      | -               | -      | 20 411    | 0,23  | -                | nuovo      | nuovo      |
| Totale                          | Totale | Totale   | Totale          | Totale | 9 069 822 |       | 32               |            |            |
| Fonte: Biroul Electoral Central | |          |                 |        |           |       |                  |            |            |

| Voti nulli                  | 274 415    |
| Votanti (affluenza: 51,20%) | 9 352 472  |
| Aventi diritto voto         | 18 267 256 |

- Il seggio ulteriore spettante alla Romania è stato attribuito al Partito Social Democratico.

## Europarlamentari eletti
Era prevista l'elezione di 32 europarlamentari, con l'opzione di un trentatreesimo solamente dopo la realizzazione dell'uscita del Regno Unito dall'Unione europea. Questi avrebbe dovuto essere Victor Negrescu, giunto nono nelle liste del PSD. Victor Ponta, eletto nelle liste di PRO Romania, annunciò che avrebbe rinunciato all'incarico prima dell'inizio della legislatura, lasciando libero un posto per il collega Mihai Tudose, terzo nelle liste del partito. I 32 europarlamentari eletti furono:
- Rareș Bogdan (PNL)
- Mircea Hava (PNL)
- Siegfried Mureșan (PNL)
- Vasile Blaga (PNL)
- Adina-Ioana Vălean (PNL)
- Daniel Buda (PNL)
- Dan Motreanu (PNL)
- Gheorghe Falcă (PNL)
- Cristian Bușoi (PNL)
- Marian-Jean Marinescu (PNL)
- Rovana Plumb (PSD)
- Carmen Avram (PSD)
- Claudiu Manda (PSD)
- Cristian Terheș (PSD)
- Dan Nica (PSD)
- Maria Grapini (PSD)
- Tudor Ciuhodaru (PSD)
- Dragoș Benea (PSD)
- Dacian Cioloș (USR PLUS)
- Cristian Ghinea (USR PLUS)
- Dragoș Pîslaru (USR PLUS)
- Clotilde Armand (USR PLUS)
- Dragoș Tudorache (USR PLUS)
- Nicolae Ștefănuță (USR PLUS)
- Vlad Botoș (USR PLUS)
- Ramona Strungariu (USR PLUS)
- Iuliu Winkler (UDMR)
- Loránt Vincze (UDMR)
- Traian Băsescu (PMP)
- Eugen Tomac (PMP)
- Corina Crețu (PRO)
- Mihai Tudose (PRO)

## Conseguenze

### Reazioni
Già dai primi exit poll della sera del 26 maggio risultò che il PSD si trovava sotto la soglia del 30% e che gli alleati dell'ALDE non avrebbero oltrepassato lo sbarramento del 5%. La prima reazione venne da Klaus Iohannis, che ringraziò pubblicamente i rumeni per la partecipazione al voto europeo e a quello per il referendum sulla giustizia, affermando che il governo avrebbe dovuto rassegnare le proprie dimissioni.
Dragnea riconobbe la sconfitta, ma dichiarò che il partito non avrebbe lasciato la guida del governo, come richiesto dall'opposizione. All'interno dello stesso PSD, tuttavia, si sollevarono voci di malcontento a causa del risultato negativo. Il vicepresidente Marian Oprișan affermò di aspettarsi l'addio di Dragnea alla presidenza, mentre il sindaco di Bucarest Gabriela Firea sottolineò che il PSD era a rischio di sparizione, come risultato delle sue politiche degli ultimi anni, e aveva bisogno di rilanciarsi per dimostrarsi come forza politica credibile. Il 27 maggio 2019, quando lo spoglio non era ancora stato completato, l'Alta corte di cassazione e giustizia si pronunciò in via definitiva su un'inchiesta nella quale Dragnea figurava come imputato per abuso d'ufficio. Dopo numerosi rinvii, scaturiti dalla volontà di non influenzare la campagna elettorale, il tribunale condannò il leader del PSD a 3 anni e 6 mesi di detenzione, aprendo un'ulteriore breccia nel partito. Il primo ministro Viorica Dăncilă, quindi, in qualità di presidente esecutivo del PSD assunse ad interim la funzione di presidente del partito e annunciò che, malgrado la gravità della situazione, non avrebbe rassegnato le proprie dimissioni.
L'Alleanza dei Liberali e dei Democratici di Călin Popescu Tăriceanu non riuscì a superare la soglia di sbarramento del 5% rimanendo senza europarlamentari, mentre il 30 maggio, ormai prossima all'espulsione, decise di abbandonare il Partito dell'Alleanza dei Liberali e dei Democratici per l'Europa di Verhofstadt.

### Voto all'estero
Il voto all'estero fu caratterizzato da lunghe code presso le ambasciate, mentre numerosi elettori rimasero in attesa per ore per accedere ai seggi, insufficienti per il flusso di persone da gestire. La situazione fu sottolineata dagli osservatori già nella giornata del 26 maggio, mentre Ludovic Orban annunciò che avrebbe denunciato il ministro degli esteri Teodor Meleșcanu per le condizioni in cui si erano svolte le operazioni di voto all'estero. Meleșcanu respinse le critiche, affermando che il ministero di cui era titolare aveva fatto tutto il possibile per garantire la corretta realizzazione delle procedure di voto mentre, scusandosi con gli elettori, il 27 maggio avviò una serie di indagini interne per far luce sulle situazioni più gravi. Esprimendosi sulla vicenda, il 29 maggio il presidente Iohannis chiese le dimissioni immediate di Meleșcanu e del ministro degli affari interni Carmen Dan. Mentre i due ministri si rifiutarono di dare seguito alle parole del presidente della repubblica, anche il primo ministro Dăncilă si schierò al fianco dei membri del suo governo, respingendo la richiesta. Il 5 giugno la Direzione nazionale anticorruzione della Romania avviò un'inchiesta per far luce sulla vicenda. Un rapporto ufficiale del ministero degli esteri, tuttavia, affermò che erano stati rispettati tutti gli obblighi di legge e che i rallentamenti erano dovuti principalmente alla contemporanea indizione del referendum sulla giustizia da parte del presidente della repubblica, che aveva triplicato i tempi necessari per esprimere il voto.
Per ovviare a tali difficoltà a partire dalle successive tornate elettorali, nel luglio 2019 il parlamento ratificò una legge che prevedeva l'introduzione del voto per corrispondenza e l'estensione a tre giorni del voto per le circoscrizioni estere.

### Insediamento del Parlamento europeo
Il nuovo parlamento si insediò il 2 luglio. PNL, PMP e UDMR confermarono la propria partecipazione al Gruppo del Partito Popolare Europeo, garantendogli 14 membri.
Il PSD sotto la presidenza Dăncilă riallacciò i rapporti con il Partito del Socialismo Europeo, elemento che, malgrado gli attriti dei mesi precedenti, permise agli otto suoi rappresentanti di far parte del Gruppo dell'Alleanza Progressista dei Socialisti e dei Democratici anche nella nuova legislatura.
Gli otto membri dell'Alleanza 2020 USR PLUS confermarono i propositi espressi in campagna elettorale, legandosi al nuovo gruppo parlamentare Renew Europe, costituito sulle istanze del Gruppo dell'Alleanza dei Democratici e dei Liberali per l'Europa e sostenuto dal presidente francese Emmanuel Macron, dal primo ministro olandese Mark Rutte e dal leader di Ciudadanos Albert Rivera. Il 19 giugno Dacian Cioloș fu persino nominato capogruppo di Renew Europe al parlamento europeo.
PRO Romania, già membro osservatore del Partito Democratico Europeo (PDE) dall'8 febbraio 2019, ottenne lo status di membro a pieno titolo l'11 giugno 2019. Nonostante ciò, il partito non fu ammesso al gruppo Renew Europe di cui il PDE faceva parte. Il PDE motivò l'esclusione affermando che PRO Romania era entrato nel partito europeo solamente dopo le elezioni e non aveva concorso alla campagna elettorale sotto la propria sigla. La stessa Alleanza 2020 USR PLUS, del resto, si era opposta alla possibilità di condividere la propria partecipazione a Renew Europe con il partito di Victor Ponta. Il 25 giugno il leader di PRO Romania annunciò di aver realizzato un accordo con l'Alleanza Progressista dei Socialisti e dei Democratici. I suoi due europarlamentari, quindi, parteciparono al gruppo S&D, pur senza entrare nella delegazione del PSD.

### Commissione d'inchiesta per presunte frodi
Il 26 giugno 2019 su iniziativa del PSD fu costituita una commissione parlamentare d'inchiesta incaricata di analizzare presunti casi di frode elettorale occorsi in occasione del voto del 26 maggio. Il primo ministro Dăncilă motivò la scelta con le numerose polemiche che seguirono la pubblicazione dei risultati, malgrado il presidente dell'Autorità elettorale permanente, Florin Mitulețu-Buică, avesse garantito che le operazioni di voto si fossero svolte in piena regolarità.
La commissione fu presieduta dal deputato PSD Lia Olguța Vasilescu e si prefiggeva di convocare rappresentanti dell'Autorità parlamentare permanente, dell'Ufficio elettorale centrale, del ministero degli esteri, del ministero degli interni, del servizio di telecomunicazioni speciali, della direzione per l'anagrafe e l'amministrazione delle basi di dati e dell'Istituto nazionale di statistica. Il 9 luglio fu ascoltato il ministro degli interni Carmen Dan.